# Ádám Bogdán
Ádám Bogdán (pronunție în maghiară [ˈaːdaːm ˈboɡdaːn]; n. 27 septembrie 1987) este un fotbalist maghiar care joacă pe postul de portar pentru Liverpool și echipa națională a Ungariei.
Bogdán și-a început cariera în Ungaria la Vasas, după care a fost împrumutat la Vecsés. În 2007, s-a transferat la clubul englez Bolton Wanderers, pentru care a jucat 120 de meciuri în toate competițiile. În 2015 a fost transferat de Liverpool. Folosit rar la Liverpool, el a fost împrumutat la Wigan Athletic în 2016, împrumut care s-a încheiat după ce s-a accidentat la genunchi. După o lungă perioadă de recuperare, Bogdán a fost împrumutat la clubul scoțian Hibernian în iulie 2018.
Și-a făcut debutul la naționala mare a Ungariei în 2011. Bogdán are peste 20 de selecții la națională și a reprezentat Ungaria în meciurile de calificare pentru Campionatul Mondial din 2014.

## Cariera pe echipe

### Primii ani
Născut la Budapesta, Bogdán și-a început cariera la echipa maghiară de Nemzeti Bajnokság I Vasas SC. El a fost, de asemenea, împrumutat la Vecsés, unde în cele 9 meciuri a reușit să îi impresioneze pe scouterii lui Bolton.

### Bolton Wanderers
El a semnat un contract pe doi ani cu Bolton Wanderers pe 1 august 2007. Și-a prelungit contractul în 2009 până în iunie 2011.
În septembrie 2009, Bogdán s-a alăturat echipei din League Two Crewe Alexandra sub formă de împrumut pentru o lună. El și-a făcut debutul pe 29 septembrie 2009 într-o înfrângere scor 3-2 cu Bury, în care a făcut o eroare care a costat-o pe Alexandra un punct.
El și-a făcut debutul pentru Bolton într-o victorie în cupă cu 1-0 asupra lui Southampton pe 24 august 2010. Pe 29 august 2010, Bogdán și-a făcut debutul în Premier League intrând în poartă în locul lui Jussi Jääskeläinen, care a fost eliminat pentru comportament nesportiv în minutul 37, în meciul cu Birmingham City. El a jucat primul său meci în Premier League în deplasare cu Arsenal pe 11 septembrie. În urma revenirii lui Jääskeläinen, Bogdán s-a întors pe bancă, dar antrenorul Owen Coyle i-a dat lui Bogdán șansa de a fi titular în Cupa Ligii și Cupa Angliei. La 31 martie 2011, el a semnat o prelungire a contractului său până în 2014.
În sezonul 2011-2012 Bogdan a primit mai multe șanse de joc după ce Jääskeläinen a suferit o accidentare în timpul unei pauze internaționale, dar în primul său meci de campionat, de pe 2 octombrie, a primit cinci goluri de la Chelsea și Jääskeläinen a fost numit din nou titular. Trei luni mai târziu, pe 4 ianuarie, după ce Jääskeläinen s-a accidentat din nou, Bogdán a jucat în meciul cu Everton în care a fost învins de portarul Tim Howard, care a degajat mingea din propriul careu până în poarta adversă în victoria cu 2-1 de pe Goodison Park. Pe 14 ianuarie 2012, Bogdán a scor o lovitură de pedeapsă executată de Wayne Rooney; totuși Bolton avea să piardă cu 3-0 în fața lui Manchester United.
El a jucat bine în timpul absenței lui Jääskeläinen, iar când Finn și-a revenit, Bogdán și-a păstrat locul de titular împotriva lui Arsenal pe 1 februarie, meci terminat la egalitate, scor 0-0. Bogdan a rămas titular. La 11 martie 2012, după victoria lui Bolton asupra lui QPR și pe 1 aprilie 2012, după victoria lui Bolton cu 3-2 cu Wolverhampton Wanderers, Bogdan a fost ales în „echipa săptămânii” de Garth Crooks. La 14 mai 2012, Bogdán a fost votat Jucătorul Anului de către suporterii lui Bolton. Bogdan a recunoscut că nu s-a putut bucura de premiu din cauza egalului cu Stoke City, care a dus la retrogradarea lui Bolton din Premier League.
Bogdán a semnat o prelungire a contractului pe 29 noiembrie 2012 până în vara anului 2015. În timpul sezonului 2014-2015, Bogdan a jucat în doar 10 meciuri pentru Bolton, după ce Andy Lonergan a devenit titular.

### Liverpool
La data de 12 iunie 2015, s-a confirmat faptul că Bogdan va ajunge la Liverpool pe 1 iulie, după ce îi expira contractul cu Bolton. El și-a făcut debutul pe 23 septembrie, în turul trei al Cupei Ligii, cu Carlisle United, pe Anfield, și a apărat trei penaltiuri, permițându-i echipei sale să câștige cu 3-2. La 20 decembrie, el și-a făcut debutul în Premier League pentru Liverpool într-un meci pierdut cu 3-0 cu Watford de pe Vicarage Road, scăpând din mâini o minge venită din corner care i-a permis lui Nathan Aké să deschidă scorul. Bogdán a jucat, de asemenea, într-o partidă în care Liverpool a menajat mai mulți jucători, la Exeter City, pe 8 ianuarie 2016, în a treia rundă a Cupei Angliei, primind un gol direct din cornerul executat de Lee Holmes într-o partidă încheiată la egalitate scor 2-2.
În ultimul meci al sezonului din Premier League 2015-2016, Bogdán a fost numit titular împotriva lui West Brom după o lungă absență de la prima echipă. West Brom a deschis scorul prin Salomón Rondón în minutul 13, după care Jordon Ibe a egalat în minutul 23 - meciul s-a încheiat la egalitate scor 1-1.
La 20 iulie 2016, Bogdán a semnat cu Wigan Athletic sub formă de împrumut pentru sezonul 2016-2017. Bogdan a jucat 17 meciuri pentru Wigan, neprimind gol în cinci meciuri. În ultimul său meci, încheiat la egalitate scor 0-0 împotriva lui Barnsley, pe 19 noiembrie, Bogdán a suferit o ruptură a ligamentului încrucișat anterior și a fost înlocuit în minutul 59. Bogdan s-a întors apoi la clubul de proveniență Liverpool pentru a se recupera.
La 2 iulie 2018, Bogdán a fost împrumutat timp de un an în Prima Ligă din Scoția, la Hibernian. Bogdán a jucat în mod regulat pentru Hibernian în prima parte a sezonului 2018 – 2019, dar apoi a ratat mai multe jocuri din cauza unei contuzii la cap.

## Cariera internațională

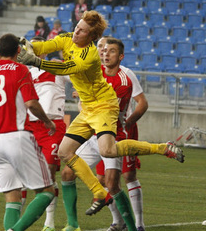
Bogdan jucând pentru Ungaria în 2011

Bogdán a fost pentru prima dată convocat la naționala Ungariei în octombrie 2008 și a fost o rezervă neutilizată în victoria cu 1-0 asupra Maltei. În iunie 2011 a jucat primul meci la națională, într-o victorie cu 1-0 împotriva Luxemburgului. El a fost numit jucătorul maghiar al anului 2012. La 11 octombrie 2013, el a fost titular în cea mai gravă înfrângere suferită de naționala Ungariei, scor 1-8 în Țările de Jos, pe Arena Amsterdam, în calificările pentru Campionatul Mondial din 2014.